# 小山右人
小山 右人（こやま ゆうじん、Koyama Yūjin、1949年5月13日 - ）は、日本の作家、画家、医師。新潟県出身。
彼は1996年に新潮新人賞（新潮文学新人賞）を受賞して作家としてデビューし、主に短編小説を発表している。また、幻想絵画の画家でもあり、西洋と和のスタイルを混合した画風を生み出した。

## 生涯
小山右人は、東京医科歯科大学医学部に1969年に入学した。学園紛争が世界的に最盛期の頃（1968 - 1969）で、歴史上初めて東京大学の入学試験が中止された時にも当たる。この件で、彼は国家の脆さに失望し、芸術の世界に確固とした自己を築くことに目覚める。
1975年に医学部を卒業し、同大学の泌尿器科に入局。主に尿路系の悪性腫瘍の外科的治療の研修に携わる。徐々にフランスの構造主義などの新しい思想に触れ、精神病理学の研究に強い関心を抱き、1987年、精神科医として再出発する。表現精神病理学を専門的に研究する。
1973年、全日本学生油絵コンクール（毎日新聞社）に入賞し、毎日新聞に掲載され、全国を巡る機会を与えられた。〜年、医学部3年の同年、「新制作展」（上野の東京都美術館）に作品二点が第一室に入選、展示される。
1978年、フランス、パリのギャラリー・サンタンヌにて個展を開催。
1984年、ニース祭における展覧会にて受賞。ジュール・シェレ美術館に作品収蔵。
2010年には、ヴェゾン＝ラ＝ロメーヌの「美術の館」（Maison des arts）でのグループ展に参加。
2014年、国際ガラス美術館（アーバノ・テルメ、イタリア）にて一連の作品を収めたヴィデオを展示した。
彼の短編小説は、2013年よりフランスから出版された。

## 彼の文学的スタイル
1970年、学園紛争で殺伐とした大学生活に耐えきれなくなった頃、彼は偶然見つけた個人の絵画塾を主催する高杉イサオに温かく迎えられる。高杉氏は、彼の個性と深い創造性のエネルギーを発見し、絵の道を切り開くことを勧めるが、医学の道を捨てるまでには至らなかった。1972年、医学部の人体解剖の実習が始まると、老女の死顔が繰り返し悪夢に現れ、それを乗り越え、払うために幻想絵画として描かずにはいられなかった。
その衝撃により、彼は画家としての才のみならず、作家としても徐々にその記述力を開花させ、短編小説を書くに至った。以後、常に絵画と小説の表現を同時進行させ、40年余りに渡って、自らの物語の絵画を無数に描き、展開させ続けてきた。それらは幻想的な雰囲気の中で、夢幻的な感情の爆発、あるいは病の悪夢に悶える人物像を演出することによって描かれてきた。すなわち、ほとんど超自然的な人間描写と言ってもよい。
詩的であり、しばしば控えめなユーモアに充ちた彼の優雅なスタイルは、たとえば能や神話などの日本の伝統的な文化との関わりを想起させる。

## 著作目録
- 「小山右人の作品における自然と夢幻」マリー・パラ・アレド著、エステティック社、2016年。（ISBN 9791095769064）
- 「偶然の趣くままに生きて」小山右人著、東京医科歯科大学にて講演会、フランス語版、（マリー・パラ・アレドにより日本語からフランス語に翻訳）、エステティック社、2019年。（ISBN 9791095769354）

### 小説作品
- 「マンモスの牙」小山右人著、第28回新潮新人賞、新潮11月号、1996年。
- 「ネペンテス」小山右人著、新潮12月号、1997年。
- 「孵化」小山右人著、2009年11月、自費出版。
- 「Incubation」小山右人著、（日本語から英語に、スタン・アンダーソンにより翻訳）。Wa no Shirabe社、2013年。（ISBN 9782954531410）
- 「ネペンテス」新潮12月号、1997年。
- 「珠」小山右人著。エステティック社、2017年。（ISBN 9791095769057)
- 「Perle, Tourment et amour ardent」小山右人著、（日本語よりフランス語に、マリー・パラ・アレドにより翻訳）。エステティック社、2016年、（ISBN 9782953680584)
- 「Le jardin tropical, Un amour très rare」小山右人著、（日本語よりフランス語に、マリー・パラ・アレドにより翻訳）。エステティック社、2016年、（ISBN 9791095769026)
- 「Voix、L’amoureux éconduit qui perdit sa voix」T1（日本語よりフランス語に、マリー・パラ・アレドにより翻訳）。エステティック社、2017年（ISBN 9791095769217）
- 「声、たった一度の愛の告白に賭けた声」小山右人著、エステティック社、2017年。
- 「Voix, L’amoureux éconduit qui perdit sa voix」T2（日本語よりフランス語に、マリー・パラ・アレドにより翻訳）。エステティック社、2018（ISBN 9791095769279）
- 「Le laboratoire」小山右人著（日本語よりフランス語に、マリー・パラ・アレドにより翻訳）、2019年。（ISBN 9791095769392）
- 「研究室」小山右人著、2019年。（ISBN 9791095769408）
- 「熱帯植物館」小山右人著。エステティック社、2019年。（ISBN 9791095769378）
- 「牙の曲線」映画用のシナリオ風小説、小山右人著、エステティック社、2021年。日本語からフランス語に、マリー・パラ・アレドにより翻訳（Marie Parra Aledo）（ISBN 9791095769545）